# 伊藤英三 (官僚)

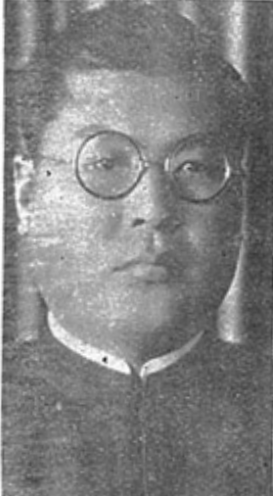
伊藤英三

伊藤 英三（いとう えいぞう、1903年（明治36年）8月15日 - 没年不明）は、昭和時代前期の台湾総督府官僚、警察官僚。嘉義市尹。

## 経歴・人物
広島県広島市稲荷町に生まれる。第六高等学校を経て、1927年（昭和2年）3月、東京帝国大学法学部法律学科を卒業。同年12月、高等試験行政科に合格し、翌年5月、台北州巡査部長に任ぜられる。ついで台北州警部補、司獄官練習所教官、新竹州警務課長、台中州警務課長兼理蕃課長、同保安課長、高等警察課長を経て、台南州教育課長に転じ、高雄州地方課長を経て、1936年（昭和11年）10月、嘉義市尹に就任した。
翌年、台中州警務部長に転じた。その後、帰朝し、秋田県書記官・学務部長を経て、滋賀県警察部長に就任し、1943年（昭和18年）7月まで務めた。